# Hrdlív
Hrdlív là một làng thuộc huyện Kladno, vùng Středočeský, Cộng hòa Séc.